# Kip Thorne
Kip Thorne (Logan, 1 de junho de 1940) é um físico teórico norte-americano, especialista prolífico sobre ondas gravitacionais e coautor do livro Gravitation, da qual a maior parte da atual geração de cientistas aprenderam a relatividade geral. Sua pesquisa concentrou-se em estrelas relativísticas, buracos negros, buracos de minhoca, deformações em tempo e ondas gravitacionais, e foi co-fundador do Projeto LIGO (Laser Interferometer Gravitational-Wave Observatory), com o qual ainda está associado.
É membro do Instituto de Tecnologia da Califórnia (Caltech) desde 1967, Thorne foi o professor de Física Teórica Feynman de 1991 a 2009. Seus prêmios incluem o Prêmio Lilienfeld da Sociedade Americana de Física, a medalha Karl Schwarzschild da Sociedade Astronômica Alemã, a medalha Albert Einstein da Sociedade Albert Einstein. Recebeu, em conjunto com Rainer Weiss e Barry C. Barish, o Nobel de Física de 2017.
Também é conhecido por ter sido o consultor científico do filme Interstellar, do diretor Christopher Nolan.